# Joan Carreras i Goicoechea
Joan Carreras i Goicoechea (Barcelona, 22 juli 1962) is een Catalaans schrijver en journalist. Bij Televisió de Catalunya was hij directeur van Canal 33. Hij is hoogleraar digitale journalistiek aan de Universiteit Ramon Llull in zijn geboortestad. Hij werd geboren in Barcelona als de zoon van Joan Carreras i Martí, voormalig directeur van de Gran Enciclopèdia Catalana. Als journalist heeft hij meegewerkt aan Avui, Diari de Barcelona en El Temps.
Zijn literaire doorbraak kwam in 2013 met zijn vijfde roman Café Barcelona, die zich afspeelt in een fictieve kroeg met die naam in Amsterdam. Een verhaal van personages op reis tussen Barcelona en Nederland, die nooit helemaal zeggen wat ze denken en gebukt gaan onder schuldgevoelens. Het verhaal speelt zich voor een groot deel in Nederland af en behandelt onder meer de Nederlandse blauwhelmen die betrokken waren bij de Val van Srebrenica in 1995 en andere elementen uit de recente Nederlandse geschiedenis. Ofschoon hij Nederlands aan het leren is, werden tot nu toe geen van zijn werken vertaald. Het werk werd bekroond met de literatuurprijs van de stad Barcelona. 
Kort daarop kreeg hij ook de Premi Sant Jordi de novel·la voor zijn roman L'àguila negra (De zwarte arend), het verhaal van een stomatoloog, Marià Solvell, in twee delen, eerst als opgroeiende jongen en in het tweede deel als zeventigjarige, die op zijn leven terugblikt.

## Werken

### Verhalen
- 1990 — Les oques van descalces (Uitgeverij Quaderns Crema)
- 1993 — La bassa del gripau (Uitgeverij Quaderns Crema)

### Romans
- 1998 — La gran nevada (Uitg. Empúries)
- 2003 — Qui va matar el Floquet de Neu (Uitg. Empúries)
- 2009 — L'home d'origami (Ara Llibres)
- 2012 — Carretera secundària (Proa)
- 2013 — Cafè Barcelona (Proa)
- 2014 — L'àguila negra (Proa)
- 2017 — La dona del Cadillac (Proa)

## Prijzen
- 2014 Premi Ciutat de Barcelona met Café Barcelona
- 2014 Premi Sant Jordi de novel·la met L'àguila negra[6][1]

- Biblioteca Nacional de España: XX929610
- Bibliothèque nationale de France: cb16921068t (data)
- Catàleg d'autoritats de noms i títols de Catalunya: 981058518260506706
- Gemeinsame Normdatei: 132059584
- International Standard Name Identifier: 0000 0000 7828 1018
- Library of Congress Control Number: n94064771
- Nationale Bibliotheek van Tsjechië: jo2015873805
- Istituto Centrale per il Catalogo Unico: CAGV444087
- Système universitaire de documentation: 178888303
- Virtual International Authority File: 53381128
- WorldCat: E39PBJtcHYfFW7TJWHPWy3q84q